# Thomas Lüthi
Pour les articles homonymes, voir Lüthi.
Thomas Lüthi, né le 6 septembre 1986 à Oberdiessbach dans le canton de Berne, est un pilote de vitesse moto suisse.
Dès l'âge de trois ans il enfourchait sa première moto. Il commence à faire de la compétition en 1997, à l'âge de 11 ans en pocket-bike, point de départ de tous les grands champions de vitesse moto. Il dispute ensuite son premier grand prix dans l'élite, la catégorie des 125 cm3, en juillet 2002, sur une moto Honda. Il participe en 2003 à sa première saison complète, où il montre un talent très prometteur, avec notamment une 2e position décrochée le 15 juin à Barcelone. Il termine cette saison à la 15e place du général. La saison suivante, en 2004, Thomas ne va pas continuer sur la lancée de l'année précédente. Le Suisse va vivre une saison blanche. Il devra attendre le 12e Grand Prix de la saison pour entrer dans les points et ne connaîtra pas le Top10 de toute la saison.
La saison 2005 ne débutera pas de la meilleure des manières (abandon au Grand Prix d'Espagne), mais il alignera ensuite quatre places dans les quatre premiers, avec notamment sa première victoire en Grand Prix, le 15 mai au Mans. Il gagnera par la suite encore trois autres Grands Prix, avant de devenir le premier Suisse depuis plus de 20 ans à remporter un titre de Champion du Monde. Titre qu'il gagnera au bout du suspense, le 6 novembre lors du dernier GP de Valence, avec seulement 5 points d'avance sur son premier dauphin, le finlandais Mika Kallio.
Dès la saison 2007, il court dans la catégorie des 250 cm3, remplacée en 2010 par la catégorie Moto2. Le 23 octobre 2011, il signe son premier succès en Moto2 sur le circuit de Sepang, à l'issue d'un beau duel avec le leader du championnat, Stefan Bradl. Il rejoint la MotoGP en 2018.
Après une saison délicate en 2018 en MotoGP, il retrouve un guidon dans la catégorie Moto2 dans l'équipe Dynavolt Intact aux côtés de l'allemand Marcel Schrötter. Il prend sa retraite à l'issue de la saison 2021.

## Statistiques en Grand Prix

### Par saison
(Mise à jour après le  Grand Prix moto de la Communauté valencienne 2021)
| Sais  | Cat.    | Moto     | Courses | Vict | Pod | Poles | MTC | Pts   | Class | Titres |
| ----- | ------- | -------- | ------- | ---- | --- | ----- | --- | ----- | ----- | ------ |
| 2002  | 125 cm3 | Honda    | 7       | -    | -   | -     | -   | 7     | 27e   | -      |
| 2003  | 125 cm3 | Honda    | 15      | -    | 1   | -     | -   | 68    | 15e   | -      |
| 2004  | 125 cm3 | Honda    | 13      | -    | -   | -     | -   | 14    | 25e   | -      |
| 2005  | 125 cm3 | Honda    | 16      | 4    | 8   | 5     | 1   | 242   | 1er   | 1      |
| 2006  | 125 cm3 | Honda    | 16      | 1    | 1   | -     | -   | 113   | 8e    | -      |
| 2007  | 250 cm3 | Aprilia  | 17      | -    | -   | -     | -   | 133   | 8e    | -      |
| 2008  | 250 cm3 | Aprilia  | 14      | -    | 2   | -     | -   | 108   | 11e   | -      |
| 2009  | 250 cm3 | Aprilia  | 16      | -    | -   | -     | -   | 120   | 7e    | -      |
| 2010  | Moto2   | Moriwaki | 17      | -    | 5   | -     | 2   | 156   | 4e    | -      |
| 2011  | Moto2   | Suter    | 17      | 1    | 4   | 1     | -   | 151   | 5e    | -      |
| 2012  | Moto2   | Suter    | 17      | 1    | 6   | 1     | 3   | 190   | 4e    | -      |
| 2013  | Moto2   | Suter    | 15      | -    | 6   | -     | 1   | 155   | 6e    | -      |
| 2014  | Moto2   | Suter    | 18      | 2    | 4   | -     | 2   | 194   | 4e    | -      |
| 2015  | Moto2   | Kalex    | 18      | 1    | 4   | 1     | 3   | 179   | 5e    | -      |
| 2016  | Moto2   | Kalex    | 17      | 4    | 6   | 3     | 2   | 234   | 2e    | -      |
| 2017  | Moto2   | Kalex    | 16      | 2    | 10  | 1     | 1   | 243   | 2e    | -      |
| 2018  | MotoGP  | Honda    | 19      | 0    | 0   | 0     | 0   | 0     | NC    | -      |
| 2019  | Moto2   | Kalex    | 18      | 1    | 8   | 0     | 4   | 250   | 3e    | -      |
| 2020  | Moto2   | Kalex    | 15      | 0    | 0   | 0     | 0   | 72    | 11e   | -      |
| 2021  | Moto2   | Kalex    | 17      | 0    | 0   | 0     | 0   | 27    | 22e   | -      |
| Total |         |          | 317     | 17   | 65  | 12    | 19  | 2 657 |       | 1      |

- saison en cours

### Par catégorie
(Mise à jour après le  Grand Prix moto de la Communauté valencienne 2021)
| Cat.    | Année               | 1er GP   | 1er podium | 1re victoire | Courses | Victoires | Podiums | Poles | MTC | Points | Titres |
| ------- | ------------------- | -------- | ---------- | ------------ | ------- | --------- | ------- | ----- | --- | ------ | ------ |
| 125 cm3 | 2002-2006           | ALL 2002 | CAT 2003   | FRA 2005     | 67      | 5         | 10      | 5     | 1   | 444    | 1      |
| 250 cm3 | 2007-2009           | QAT 2007 | ITA 2008   |              | 47      | -         | 2       | -     | -   | 361    | -      |
| Moto2   | 2010-2017 2019-2021 | QAT 2010 | ESP 2010   | MAL 2011     | 185     | 12        | 53      | 7     | 18  | 1852   | -      |
| Moto GP | 2018                | QAT 2018 |            |              | 18      | 0         | 0       | 0     | 0   | 0      | -      |
| Total   | 2002-2021           |          |            |              | 317     | 17        | 65      | 12    | 19  | 2 657  | 1      |

### Résultats détaillés
(Les courses en gras indiquent une pole position ; les courses en italique indiquent un meilleur tour en course)
| Année | Cat.    | Moto     | 1       | 2       | 3       | 4       | 5       | 6       | 7       | 8       | 9       | 10      | 11      | 12      | 13      | 14      | 15      | 16      | 17      | 18     | 19     | Classement | Points |
| ----- | ------- | -------- | ------- | ------- | ------- | ------- | ------- | ------- | ------- | ------- | ------- | ------- | ------- | ------- | ------- | ------- | ------- | ------- | ------- | ------ | ------ | ---------- | ------ |
| 2002  | 125 cm3 | Honda    | JPN     | RSA     | SPA     | FRA     | ITA     | CAT     | NED     | GBR     | GER 26  | CZE 19  | POR 9   | RIO 24  | PAC     | MAL 21  | AUS Ab. | VAL 24  |         |        |        | 27e        | 7      |
| 2003  | 125 cm3 | Honda    | JPN 9   | RSA 17  | SPA 12  | FRA 9   | ITA 15  | CAT 2   | NED 7   | GBR 22  | GER Ab. | CZE Ab. | POR Ab. | RIO 15  | PAC 10  | MAL 4   | AUS 16  | VAL DNS |         |        |        | 15e        | 68     |
| 2004  | 125 cm3 | Honda    | RSA Ab. | SPA Ab. | FRA Ab. | ITA Ab. | CAT     | NED     | RIO     | GER 18  | GBR 18  | CZE 18  | POR 16  | JPN 12  | QAT 13  | MAL 11  | AUS 19  | VAL 14  |         |        |        | 25e        | 14     |
| 2005  | 125 cm3 | Honda    | SPA Ab. | POR 3   | CHN 4   | FRA 1   | ITA 2   | CAT 7   | NED 10  | GBR 6   | GER 2   | CZE 1   | JPN 2   | MAL 1   | QAT 6   | AUS 1   | TUR 5   | VAL 9   |         |        |        | 1er        | 242    |
| 2006  | 125 cm3 | Honda    | SPA Ab. | QAT 8   | TUR 12  | CHN Ab. | FRA 1   | ITA 9   | CAT 6   | NED 8   | GBR 8   | GER 6   | CZE 5   | MAL 13  | AUS 4   | JPN Ab. | POR Ab. | VAL 10  |         |        |        | 8e         | 113    |
| 2007  | 250 cm3 | Aprilia  | QAT 4   | SPA Ab. | TUR 5   | CHN 8   | FRA Ab. | ITA 5   | CAT 4   | GBR Ab. | NED Ab. | GER 9   | CZE 7   | RSM 4   | POR 4   | JPN 10  | AUS 5   | MAL 5   | VAL 9   |        |        | 8e         | 133    |
| 2008  | 250 cm3 | Aprilia  | QAT 15  | ESP Ab. | POR 4   | CHN Ab. | FRA 11  | ITA 3   | CAT 5   | GBR 5   | P-B 2   | ALL 7   | RTC Ab. | RSM 7   | INP C   | JPN     | AUS     | MAL 9   | VAL 10  |        |        | 11e        | 108    |
| 2009  | 250 cm3 | Aprilia  | QAT 6   | JPN 8   | SPA 5   | FRA Ab. | ITA 4   | CAT 6   | NED Ab. | GER 8   | GBR 9   | CZE Ab. | IND 9   | RSM 10  | POR 7   | AUS 11  | MAL 4   | VAL 4   |         |        |        | 7e         | 120    |
| 2010  | Moto2   | Moriwaki | QAT 7   | SPA 3   | FRA 19  | ITA 4   | GBR 2   | NED 3   | CAT 2   | GER Ab. | CZE 11  | IND 7   | RSM 3   | ARA 10  | JPN 8   | MAL Ab. | AUS 11  | POR 16  | VAL 4   |        |        | 4e         | 156    |
| 2011  | Moto2   | Suter    | QAT 3   | SPA 2   | POR Ab. | FRA 5   | CAT Ab. | GBR 15  | NED 8   | ITA 6   | GER 5   | CZE 5   | IND 17  | RSM 8   | ARA 7   | JPN 3   | AUS 11  | MAL 1   | VAL 17  |        |        | 5e         | 151    |
| 2012  | Moto2   | Suter    | QAT 5   | SPA 3   | POR 3   | FRA 1   | CAT 2   | GBR 8   | NED Ab. | GER 5   | ITA 3   | IND 5   | CZE 2   | RSM 9   | ARA 10  | JPN 5   | MAL Ab. | AUS Ab. | VAL 4   |        |        | 4e         | 191    |
| 2013  | Moto2   | Suter    | QAT     | AME DNS | ESP 11  | FRA Ab. | ITA 9   | CAT 3   | NED 8   | ALL 6   | IND 13  | CZE 3   | GBR 3   | RSM 4   | ARA Ab. | MAL 3   | AUS 2   | JPN 3   | VAL 7   |        |        | 6e         | 155    |
| 2014  | Moto2   | Suter    | QAT 3   | AME 6   | ARG 19  | SPA 10  | FRA 8   | ITA Ab. | CAT 5   | NED 6   | GER 9   | IND Ab. | CZE 4   | GBR 5   | RSM 5   | ARA 4   | JPN 1   | AUS 2   | MAL 8   | VAL 1  |        | 4e         | 194    |
| 2015  | Moto2   | Kalex    | QAT 3   | AME 12  | ARG 6   | SPA 4   | FRA 1   | ITA Ab. | CAT 6   | NED 5   | GER 6   | IND 6   | CZE 7   | GBR 9   | RSM 10  | ARA 5   | JPN Ab. | AUS 15  | MAL 2   | VAL 3  |        | 5e         | 179    |
| 2016  | Moto2   | Kalex    | QAT 1   | ARG 7   | AME 7   | SPA 6   | FRA 3   | ITA 4   | CAT 5   | NED Ab. | GER Ab. | AUT 4   | CZE DNS | GBR 1   | RSM 6   | ARA 4   | JPN 1   | AUS 1   | MAL 6   | VAL 2  |        | 2e         | 234    |
| 2017  | Moto2   | Kalex    | QAT 2   | ARG 3   | AME 2   | SPA 8   | FRA 3   | ITA 2   | CAT 2   | NED 2   | GER Ab. | CZE 1   | AUT 3   | GBR 4   | RSM 1   | ARA 4   | JPN 11  | AUS 10  | MAL DNS | VAL    |        | 2e         | 243    |
| 2018  | MotoGP  | Honda    | QAT 16  | ARG 17  | AME 18  | SPA Ab  | FRA 16  | ITA Ab  | CAT Ab  | NED 20  | GER 17  | CZE 16  | AUT 22  | GBR     | RSM 22  | ARA 16  | THA 20  | JPN 20  | AUS 16  | MAL 16 | VAL Ab | NC         | 0      |
| 2019  | Moto2   | Kalex    | QAT 2   | ARG Ab. | AME 1   | SPA 4   | FRA 6   | ITA 3   | CAT 2   | NED 4   | GER 5   | CZE Ab. | AUT 6   | GBR 8   | RSM 4   | ARA 6   | THA 7   | JPN 2   | AUS 3   | MAL 3  | VAL 2  | 3e         | 250    |
| 2020  | Moto2   | Kalex    | QAT 10  | SPA Ab. | ANC 7   | CZE 17  | AUT 7   | STY 5   | RSM 6   | EMR 9   | CAT 11  | FRA 5   | ARA 12  | TER Ab. | EUR 19  | VAL 16  | POR 16  |         |         |        |        | 11e        | 72     |
| 2021  | Moto2   | Kalex    | QAT 15  | DOA Ab. | POR 17  | SPA 19  | FRA Ab. | ITA DNS | CAT 15  | GER 19  | NED 14  | STY 16  | AUT 9   | GBR 11  | ARA Ab. | RSM 11  | AME Ab. | EMI 14  | ALR 19  | VAL 12 |        | 22e        | 27     |

Système d’attribution des points
| Position | 1er | 2e | 3e | 4e | 5e | 6e | 7e | 8e | 9e | 10e | 11e | 12e | 13e | 14e | 15e |
| Points   | 25  | 20 | 16 | 13 | 11 | 10 | 9  | 8  | 7  | 6   | 5   | 4   | 3   | 2   | 1   |

| Couleur | Résultat                     |
| ------- | ---------------------------- |
| Or      | Vainqueur                    |
| Argent  | 2e place                     |
| Bronze  | 3e place                     |
| Vert    | Terminé, dans les points     |
| Bleu    | Terminé, pas dans les points |
| Violet  | Abandon (Ab.) ou (Ret)       |
| Violet  | Non classé (NC)              |
| Rouge   | Pas qualifié (DNQ)           |
| Noir    | Disqualifié (DSQ)            |
| Blanc   | Pas au départ (DNS)          |
| Blanc   | Forfait (WD)                 |
| Blanc   | N'a pas participé (DNP)      |
| Blanc   | Blessé (INJ)                 |
| Blanc   | Exclu (EX)                   |
| Blanc   | Course annulée (C)           |

## Palmarès

### Victoires en 125 cm³
| Année | Lieu du Grand Prix                    | Circuit                         | Ville          |
| ----- | ------------------------------------- | ------------------------------- | -------------- |
| 2005  | Grand Prix moto de France             | Circuit Bugatti                 | Le Mans        |
| 2005  | Grand Prix moto de République tchèque | Circuit de Masaryk              | Brno           |
| 2005  | Grand Prix moto de Malaisie           | Circuit international de Sepang | Sepang         |
| 2005  | Grand Prix moto d'Australie           | Circuit de Phillip Island       | Phillip Island |
| 2006  | Grand Prix moto de France             | Circuit Bugatti                 | Le Mans        |

### Victoires en Moto2
| Année | Lieu du Grand Prix                           | Circuit                         | Ville            |
| ----- | -------------------------------------------- | ------------------------------- | ---------------- |
| 2011  | Grand Prix moto de Malaisie                  | Circuit international de Sepang | Sepang           |
| 2012  | Grand Prix moto de France                    | Circuit Bugatti                 | Le Mans          |
| 2014  | Grand Prix moto du Japon                     | Circuit de Motegi               | Motegi           |
| 2014  | Grand Prix moto de la Communauté valencienne | Circuit de Valence              | Valence          |
| 2015  | Grand Prix moto de France                    | Circuit Bugatti                 | Le Mans          |
| 2016  | Grand Prix moto du Qatar                     | Circuit international de Losail | Doha             |
| 2016  | Grand Prix moto de Grande-Bretagne           | Circuit de Silverstone          | Silverstone      |
| 2016  | Grand Prix moto du Japon                     | Circuit de Motegi               | Motegi           |
| 2016  | Grand Prix moto d'Australie                  | Circuit de Phillip Island       | Phillip Island   |
| 2017  | Grand Prix moto de République tchèque        | Automotodrom de Brno            | Brno             |
| 2017  | Grand Prix moto de Saint-Marin               | Circuit de Misano               | Misano Adriatico |
| 2019  | Grand Prix moto des Amériques 2019           | Circuit des Amériques           | Austin (Texas)   |